# 終結の槍/終結のはじまり
「終結の槍/終結のはじまり」（しゅうけつのやり／しゅうけつのはじまり）は、林原めぐみの45枚目のシングル。2023年12月6日にKING AMUSEMENT CREATIVEから発売された（KICM-2147）。

## 概要
前作「集結の果てに」から約1年ぶりとなるシングル。2曲とも『ぱちんこ シン・エヴァンゲリオン』のテーマソングとして使用された。2009年発売の「集結の園へ」から始まった集結シリーズの5曲目ならびに6曲目であり、本作で集結シリーズが完結した。

## ディスクジャケット
ジャケットの写真は映画『シン・エヴァンゲリオン劇場版』に登場したシーンのモデルとなった山口県宇部市の宇部新川駅で撮影された。

## 収録曲
| 全作詞: MEGUMI、全作曲・編曲: たかはしごう。 |                                       |        |              |      |
| #                                            | タイトル                              | 作詞   | 作曲・編曲   | 時間 |
| 1.                                           | 「終結の槍」                          | MEGUMI | たかはしごう | 3:06 |
| 2.                                           | 「終結のはじまり」                    | MEGUMI | たかはしごう | 3:07 |
| 3.                                           | 「終結の槍」(off vocal version)       | MEGUMI | たかはしごう | 3:06 |
| 4.                                           | 「終結のはじまり」(off vocal version) | MEGUMI | たかはしごう | 3:04 |
| 合計時間:                                    | 合計時間:                             | 12:23  |              |      |